# Liedertafel zu Leipzig
Die Liedertafel zu Leipzig war ein von 1815 bis 1846 bestehender Männergesangsverein. Sie war nach der 1809 gegründeten Zelterschen Liedertafel die zweite Gründung dieser Art. Sie ist nicht zu verwechseln mit der späteren, 1842 gegründeten Leipziger Liedertafel.

## Geschichte
Die Liedertafel zu Leipzig wurde am 24. Oktober 1815 auf Initiative von Jacob Bernhard Limburger gegründet. Die Sitzungen fanden abwechselnd in den Räumen des jeweils einladenden Mitgliedes statt. Nach 1840 trafen sich die Mitglieder nur noch vereinzelt und am 13. März 1846 gab es die letzte dokumentierte Zusammenkunft.
Im Gegensatz zu den meisten übrigen Liedertafeln, die im Lauf der Jahre deutschlandweit gegründet wurden, blieb ihre Mitgliederzahl stets auf zwölf Personen begrenzt. So gab es insgesamt nur 25 Mitglieder sowie ihr Ehrenmitglied Felix Mendelssohn Bartholdy.

## Mitglieder der Liedertafel
- Ernst August Carus, Bass II, 1832–1844
- Johann Christian August Clarus, Tenor I, 1817
- Gustav Moritz Clauss, Tenor I, 1824–1846
- Wilhelm Crusius, Bass II, 1835–1846
- Heinrich Dörrien, Bass I, 1815–1846
- Gottfried Wilhelm Fink, Tenor I/Bass I, 1815–1846
- Wilhelm Härtel, Tenor I, 1817–1846
- Carl Albert Hering, Tenor I, 1826–1846
- Friedrich Kistner, Tenor I, 1830–1846
- Carl Friedrich Gustav Klug, Tenor I, 1815–1830
- Wilhelm Friedrich Kunze, Tenor II, 1815–1846
- Jacob Bernhard Limburger, Bass II/Bass I, 1815–1846
- Felix Mendelssohn Bartholdy (Ehrenmitglied), Tenor II, 1835–1846
- Theodor Alexander Platzmann, Tenor II, 1824–1846
- Gustav Preußer, Bass II, 1834–1846
- Karl Friedrich Enoch Richter, Tenor I/Tenor II, 1817–1827
- Friedrich Rochlitz, Bass I, 1815–1842
- Heinrich Conrad Schleinitz, Tenor II, 1826–1846
- Adolf Martin Schlesinger, Tenor I, 1815–1817
- Carl Christian Schmidt, Bass II, 1827–1846
- Friedrich Schneider, Tenor II, 1815–1821
- Johann Philipp Christian Schulz, Bass II, 1815–1827
- Wilhelm Seyfferth, Bass II, 1815–1832
- Christian Adolf Wendler, Bass I, 1815–1846
- Adolph Emil Wendler, Bass I, 1838–1846
- Amadeus Wendt, Tenor II/Bass I, 1815–1829